# Sawmills (Caroline du Nord)
Sawmills est une ville américaine située dans le comté de Caldwell en Caroline du Nord. En 2010, sa population était de 5 240 habitants.

## Démographie
| 1990  | 2000  | 2010  | - | - | - |
| ----- | ----- | ----- | - | - | - |
| 4 088 | 4 921 | 5 240 | - | - | - |

## Traduction
- (en) Cet article est partiellement ou en totalité issu de l’article de Wikipédia en anglais intitulé « Sawmills, North Carolina » (voir la liste des auteurs).